# Cucina bahreinita

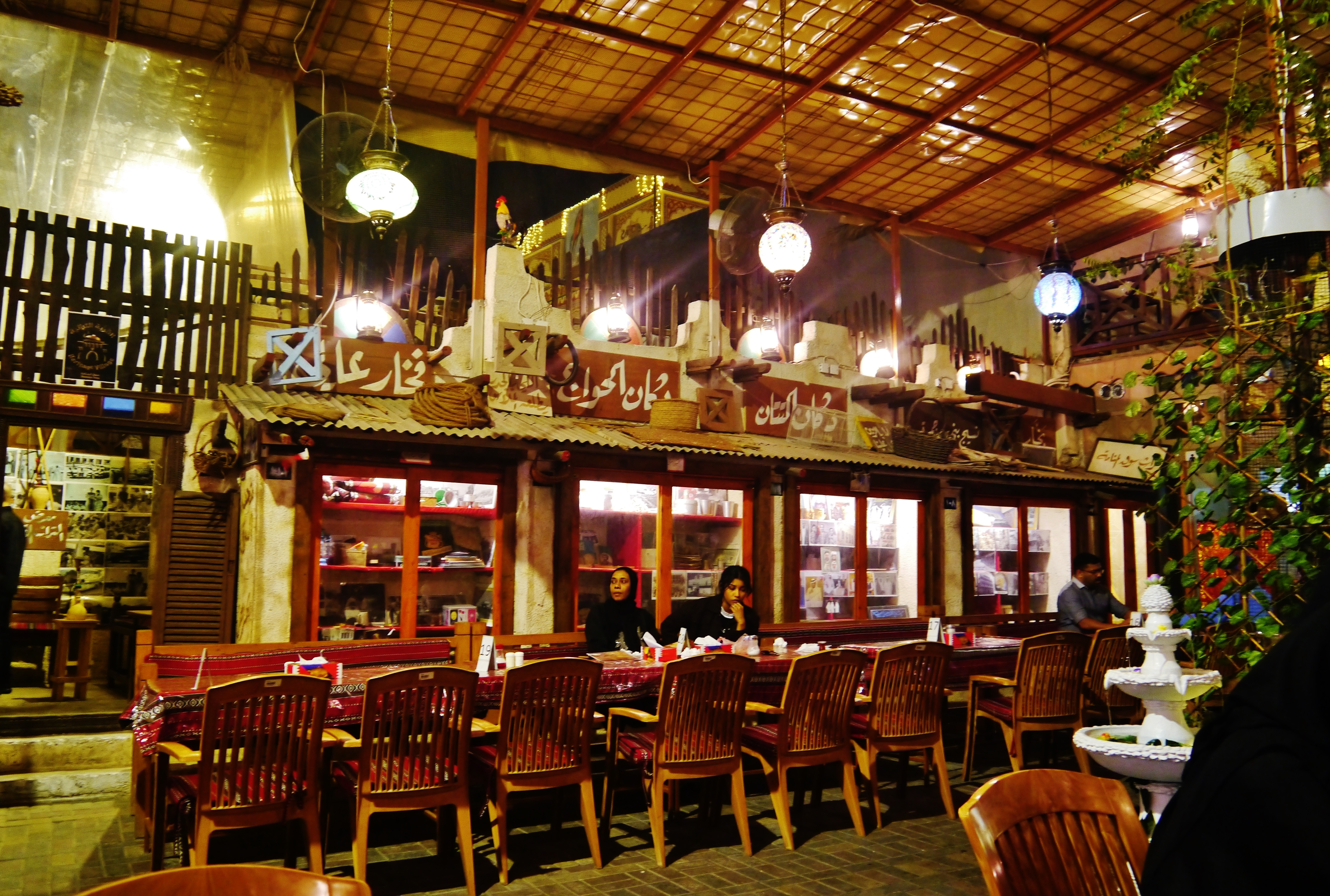
Un ristorante a Manama, capitale del Bahrein

La cucina bahreinita comprende le abitudini culinarie del Bahrein. Essa non dispone di specialità locali, ma si rifà piuttosto alle cucine dei paesi vicini, in particolare quella saudita, iraniana e indiana, nonché alle cucine dei paesi occidentali.

## Caratteristiche generali
In Bahrein l'ospitalità è molto sentita: la gente non esita a riunirsi in famiglia o tra amici come forma di socializzazione. A seconda delle disponibilità, i pasti possono sia essere consumati al tavolo con posate in stile occidentale, sia a terra usando la mano destra. In caso il pasto venga servito alla maniera tradizionale, le pietanze vengono collocate su un tappeto, e se tra i commensali vi sono ospiti non appartenenti alla famiglia, uomini e donne mangiano separatamente. La mano sinistra è considerata impura, in quanto per tradizione usata per la pulizia delle parti intime del corpo. Secondo le regole della religione islamica, il maiale è proibito, e la carne deve essere macellata secondo il rito halal. Tuttavia, a differenza di altri paesi islamici, i crostacei e l'alcol sono tollerati, per quanto i bahreiniti bevano con discrezione.

## Piatti principali
Uno dei piatti più diffusi in Bahrein è lo shikamba, una densa zuppa di agnello con polpette, mentre la kufta è una polpetta fatta di carne di agnello o vitello assieme a spinaci, riso, spezie, salsa di pomodoro e cipolle. Lo shwarmah è invece un kebab di pollo, agnello o vitello cotto sullo spiedo. Non è raro trovare piatti di origine indiana o thailandese, come il riso condito con le spezie, il dal o i gamberi al curry. Tra i dolci più noti figura la halva, mentre un piatto proveniente dai paesi arabi occidentali è il riso allo sciroppo di datteri (muhammar).
Oltre al tè e allo "champagne saudita" (una bevanda analcolica fruttata), i bahreiniti amano bere il caffè arabo con cardamomo. Esso viene consumato nelle sale da caffè oppure offerto in casa agli ospiti. Generalmente viene servito a fine pasto, ed è buona norma alzarsi dal tavolo dopo averne bevuto tre tazze.